# 後藤庸介
後藤 庸介（ごとう ようすけ、1977年〈昭和52年〉11月21日 - ）は、日本のテレビディレクター、プロデューサー。神奈川県横浜市出身。

## 経歴
麻布高等学校卒業。2002年、京都大学文学部卒業後、TBSに入社。その後フリーの期間を経て、2009年共同テレビジョンに入社し、若松節朗に師事。ほとんどの作品で、演出（監督）とプロデュースを兼ねる。2018年に共同テレビを退社した後、フリーの期間を経て、2023年4月日本テレビに入社。
2013年の自主制作映画「もしもし、詐欺ですけど」は、小津安二郎記念蓼科高原映画祭・短編映画コンクールにてグランプリを受賞。

## 監督・プロデュース作品

### ドラマ
- 7万人探偵ニトベ（2009年、BS朝日）演出
- 泣かないと決めた日（2010年、フジテレビ）演出
- 刑事定年（2010年、BS朝日）演出
- 花ざかりの君たちへ〜イケメン☆パラダイス〜2011（2011年、フジテレビ）演出
- 世にも奇妙な物語
  - '12春の特別編「試着室」（2012年、フジテレビ）演出
  - '12秋の特別編（2012年、フジテレビ）プロデュース
  - '14秋の特別編「未来ドロボウ」（2014年、フジテレビ）演出・プロデュース
  - '15傑作復活編「ズンドコベロンチョ」「ががばば」（2015年、フジテレビ）演出・プロデュース
  - '17春の特別編「カメレオン俳優」「しりとり家族」「しりとり家族ふたたび」（2017年、フジテレビ）演出・プロデュース
  - '17深夜の特別編「SON-TAKU」（2017年、フジテレビ）演出・プロデュース
  - '17秋の特別編「フリースタイル母ちゃん」「新章ががばば」（2017年、フジテレビ）脚本・演出・プロデュース
- もしもし、詐欺ですけど（2013年、自主制作）脚本・監督
- 鍵のない夢を見る（2013年、WOWOW）演出・アソシエイトプロデュース
- 星新一ミステリーSP「華やかな三つの願い」（2014年、フジテレビ）演出・プロデュース
- 妄想彼女（2015年・フジテレビ）演出・プロデュース
- 代償（2016年、Hulu）監督・プロデュース
- パンセ（2017年、テレビ東京）演出・プロデュース
- 暇なJD・三田まゆ〜今夜、私と“優勝”しませんか〜（2017年、テレビ朝日）演出
- 名探偵コジン〜突然コマーシャルドラマ〜（2018年、フジテレビ）演出・プロデュース
- 直撃!シンソウ坂上SP「林郁夫〜オウムを終わらせた男〜」（2018年7月12日、フジテレビ）監督・プロデュース
- さすらい温泉♨遠藤憲一（2019年、テレビ東京）監督・プロデュース
- 直撃!シンソウ坂上SP「元号をとれ！」（2019年1月10日、フジテレビ）監督・プロデュース[2]
- ザ・リアリティ・ショー～突然コマーシャルドラマ2～（2019年4月20日、フジテレビ）- 監督・プロデュース[3]
- ヴィレヴァン!（2019年5月13日 - 6月24日、名古屋テレビ）監督・プロデュース
- ボイス 110緊急指令室（2019年7月13日 - 9月21日、日本テレビ）演出・プロデュース
- 左ききのエレン（2019年10月21日 - 、毎日放送）監督・チーフプロデューサー
- パパがも一度恋をした（2020年2月1日 - 3月21日、東海テレビ）演出
- ヴィレヴァン!2 〜七人のお侍編〜 （2020年10月26日-11月30日、名古屋テレビ）監督・プロデュース
- 未解決事件SP 世田谷一家殺人事件（2020年12月19日、フジテレビ）監督
- アオイウソ〜告白の放課後〜（2021年1月12日 - 、TOKYO MX）監督
- #コールドゲーム（2021年6月6日 - 、東海テレビ）演出
- 禍話（2021年7月11日、ABCテレビ）監督
- もしも、イケメンだけの高校があったら（2022年1月15日 - 、テレビ朝日）演出
- 今夜、わたしはカラダで恋をする。（2022年3月27日、ABCテレビ）監督・脚本
- ラブシェアリング（2022年3月27日 -6月5日、ひかりTV）監督・脚本
- ばかやろうのキス（2022年8月6日 -9月3日、日本テレビ）演出
- 青春シンデレラ（2022年10月16日-12月25日、ABCテレビ）監督
- 今夜、わたしはカラダで恋をする。Season2（2023年2月4日 - 、ABEMA）監督・脚本
- 沼る。港区女子高生（2023年2月25日 - 3月25日、日本テレビ）演出
- 春は短し恋せよ男子。（2023年4月25日 - 6月27日、日本テレビ）演出
- ACMA:GAME アクマゲーム（2024年4月7日 - 6月9日、日本テレビ）演出・プロデュース
- アンサンブル（2025年1月18日 - 、日本テレビ）プロデューサー

### 映画
- リトル・サブカル・ウォーズ 〜ヴィレヴァン!の逆襲〜（2020年10月23日、イオンエンターテイメント）監督・プロデュース
- 心斎橋PARCOオープニング記念ショートフィルム「真夜中は女の子」（2020年11月18日-／主演：伊藤万理華）監督・脚本
- N号棟（2022年4月29日、SDP）監督・脚本[4]

### MV
- GOOD ON THE REEL「交換日記」（出演：福本莉子／鈴木仁）
- Cody・Lee（李）「異星人と熱帯夜」（出演：伊藤万理華）